# 高橋良 (バレーボール)
高橋 良（たかはし りょう、1998年7月30日 - ）は、日本の元男子バレーボール選手である。

## 来歴
大阪府出身。姉の影響を受けて中学1年生の頃バレーボールを始める。
清風高等学校、日本体育大学を経て、2020-21シーズン、ウルフドッグス名古屋の内定選手となる。内定選手として同シーズンのリーグ戦にも出場した。
2021年、大学卒業後、ウルフドッグス名古屋に入団。
2025年3月、2024-25シーズン限りでの現役引退が発表された。6月24日に引退選手として公示。

## 所属チーム
- 清風高等学校（2014-2017年）
- 日本体育大学 （2017-2021年）
- ウルフドッグス名古屋（2021-2025年）